# Skinner (filme)
Skinner é um filme estadunidense de 1993, do gênero terror, escrito por Paul Hart-Wilden e dirigido por Ivan Nagy.

## Elenco
- Ted Raimi.... Dennis Skinner
- Sara Lee Froton.... Young woman
- Ricki Lake.... Kerry Tate
- David Warshofsky.... Geoff Tate
- Richard Schiff.... Eddie
- Traci Lords.... Heidi
- Blaire Baron.... Gloria
- Christina Englehardt.... Rachel
- Roberta Eaton.... Sandy
- Dewayne Williams.... Earl
- Time Winters.... Night watchman
- Frederika Kesten.... Suzanne